# スクープアップやまぐち
『スクープアップやまぐち』は、2010年3月29日から2015年3月27日まで山口放送（KRYテレビ）で放送された報道番組である。

## 概要
前身は『Newsリアルタイムやまぐち』。『KRY テレビ夕刊』第3期の途中（『テレビ夕刊 プラス1』として）から、全国ニュースのタイトルが『NNNニュースプラス1』『NNN Newsリアルタイム』だった時代にはローカルニュースにも全国名を被せたが、この番組からは再び取り払っている。
「スクープアップ」 (scoop up) には「拾い上げる」「掬いあげる」という意味があり、それをキャッチコピーに取り入れている。
2011年9月30日までは月曜 - 金曜 18:16 - 18:54に放送されていたが、同年10月3日からは放送時間が1分繰り上がって18:15からの放送となり、さらに2013年4月1日からは『ヤン坊マー坊天気予報』を吸収して終了時刻が6分延長され、19:00までの放送となった。

### 放送時間の変遷
| 期間      | 期間      | 放送時間（日本時間）       |
| --------- | --------- | -------------------------- |
| 2010.3.29 | 2011.9.30 | 平日 18:16 - 18:54（38分） |
| 2011.10.3 | 2013.3.29 | 平日 18:15 - 18:54（39分） |
| 2013.4.0  | 2015.3.27 | 平日 18:15 - 19:00（45分） |

## 出演者

### 放送終了時点のキャスター
- 向田好美（山口放送アナウンサー、メインキャスター）
- 高橋良（山口放送アナウンサー、アシスタント） - 2011年2月28日から出演。
- 山本昇治（気象予報士） - 天気コーナーを担当。
- 庄野数馬（当時山口放送アナウンサー） - 「スクープアップスポーツ」を担当。

### 過去のキャスター
- 中谷隆宏（当時山口放送アナウンサー、アシスタント） - 2011年1月に降板。